# Њагањ
Њагањ (рус. Нягань) град је у Русији у Ханти-мансијском аутономном округу. Налази се у Октјабрјијском региону, близу реке Об. Град је добио име по притоци реке Об, Њагањ-Југану. Према попису становништва из 2010. у граду је живело 54.903 становника.
Основан је 1965. као шумарско средиште, а данас је средиште производње нафте и природног плина. Насеље је добило име Њах (рус. Нях).
Територија града Њагања је природно наплављена, а цело подручје је склоно наглим температурним падовима.

## Становништво
Према прелиминарним подацима са пописа, у граду је 2010. живело 54.903 становника, 2.293 (4,36%) више него 2002.
| 1979. | 1989.  | 2002.  | 2010.  |
| ----- | ------ | ------ | ------ |
| 4.622 | 54.061 | 52.610 | 54.890 |

## Саобраћај
Железница од Јекатеринбурга према Обском подручју пролази кроз Њагањ од 1967. године.
Градски аеродром, који ради од 1993, прихвата авионе "Ан-24", "Јак-40" и "Ту-134".

## Култура
2000. је отворен регионални музеј. Њагањ има најбољу болницу у целој Тјумењској области.

## Познати становници
- Марија Шарапова